# Pseudophryne robinsoni
Espèce
Pseudophryne robinsoni est une espèce d'amphibiens de la famille des Myobatrachidae.

## Répartition
Cette espèce est endémique du Nord-Ouest de l'Australie-Méridionale.

## Étymologie
Cette espèce est nommée en l'honneur d'Anthony C. Robinson.

## Publication originale
- Donnellan, Mahony & Bertozzi, 2012 : A new species of Pseudophryne (Anura: Myobatrachidae) from the central Australian ranges. Zootaxa, no 3476, p. 69-85.